# A Woman Needs Love (Just like You Do)
A Woman Needs Love (Just like You Do) è un singolo del cantante statunitense Ray Parker Jr. e del suo gruppo musicale Raydio, pubblicato nel 1981 ed estratto dal quarto album A Woman Needs Love.
Autore del brano A Woman Needs Love (Just like You Do) è lo stesso Ray Parker Jr., produttore anche del singolo, uscito su etichetta Arista Records.

## Descrizione
Negli Stati Uniti, il singolo raggiunse il primo posto della classifica R&B, il quarto nella classifica Billboard Hot 100.,  Il disco entrò inoltre nella Top 10 delle classifiche in Nuova Zelanda e nei Paesi Bassi.

## Tracce
7"
1. A Woman Needs Love (Just like You Do)
2. So Into You – 4:28

12"
1. A Woman Needs Love (Just like You Do) – 4:01
2. So Into You – 4:28
3. Still In The Groove (Full Length Version) – 6:18

## Classifiche
| Classifica           | Posizione massima | Nr. di settimane |
| -------------------- | ----------------- | ---------------- |
| Belgio               | 13                | 7                |
| Nuova Zelanda        | 10                | 12               |
| Paesi Bassi          | 9                 | 8                |
| Stati Uniti (R&B)    | 1                 |                  |
| US Billboard Hot 100 | 4                 |                  |

## Cover
I seguenti aritsti hanno realizzato una cover del brano A Woman Needs Love (Just like You Do):
- Anthony Watson (con il titolo Woman Needs Love; singolo del 1997)[5]
- Sly feat. Anthony Watson (con il titolo Woman Needs Love; 1999)[6]
- Pat Boone feat. Ray Parker Jr. (2006; nell'album We Are Family - R&B Classics) [7]
- The Paris Match (2007; nell'album Our Favorite Pop)[8]